# Festival de la Cançó Mediterrània 1959
El Festival de la Cançó Mediterrània 1959 va ser la primera edició del Festival de la Cançó Mediterrània, celebrat a Barcelona. El festival tenia lloc dintre del programa de les festes de la Mercè. La cerimònia tingué lloc al Palau Nacional de Montjuïc entre el 25 i el 27 de setembre de l'any 1959. La gala fou presentada per Albert Closas, Laura Valenzuela i Federico Gallo. Closas tancà el festival cantant la cançò "Mariona" amb lletra de Joan Oliver i música de Miquel Xicota. La gala es va retrasmetre en directe per TVE i RNE.
El públic present a l'acte, que fins al 1964 era qui atorgava les puntuacions als cantants, va concedir el primer i segon premis al cantant italià Claudio Villa amb "Binario" i "Ti chiamerò Marina" respectivament. El tercer lloc fou per a l'actriu Mary Santpere amb "Mare nostrum (Ola, ola, ola, ola, no vengas sola)", composta per Augusto Algueró. L'italià Walter Torrebruno, molt conegut posteriorment a Espanya, hi aconseguí el cinquè lloc, i una altra de les cançons finalistes fou "Les velles places de Barcelona", en català i amb aires de sardana.
Segons La Vanguardia Española, més de siscentes cançons foren presentades al festival de les quals només vint-i-sis foren pre-seleccionades per a participar per un jurat nomenat pel sindicat de l'espectacle i la societat d'autors. Cada cançó havia de ser interpretada per partida doble: una amb gran orquestra dirigida pels mestres Luis Ferrer i Nello Segurini (aquest últim director de les orquestres del festival de San Remo i de Nàpols) i amb una orquestra més petita conduïda pels mestres Albalat i Alfredo Doménech.
La seu del festival, el Palau Nacional de Montjuïch, va engalanar-se especialment per a l'ocasió. Se posaren en funcionament les fonts i la il·luminació exterior com la de l'exposició de 1929. L'escenari, localitzat sota l'orgue de la sala oval del palau, estava presidit per un gran escut d'Espanya al centre i flanquejat per dos escuts de Barcelona; a més, flamejaven les banderes d'Espanya, Itàlia i França. Presenciaren en directe el festival vora 5.500 espectadors que ompliren el recinte sense deixar seients buits. De tots els espectadors, un 75% van emetre el seu vot.
Entre les autoritats convidades a la final d'aquesta Ia edició del festival es trobaven Pere Gual i Villalbí, ministre sense cartera; José María Revuelta Prieto, director general de radiodifusió i de RTVE, en representació del ministre d'informació i turisme Gabriel Arias-Salgado y de Cubas; José Luis Villar Palasí, subsecretari del ministeri; José María de Porcioles, l'alcalde de Barcelona; el general Luis de Lamo y Peris, governador militar, en representació del capità general de la IVa regió militar; Demetrio Ramos Pérez, delegat a la província de Barcelona del ministeri d'Informació i Turisme; Luis Ezcurra Carrillo, director de RNE a Barcelona i delegat de TVE; així com altres autoritats de rang inferior.

## Participants i resultats[6]
| País    | Itèrpret 1            | Intèrpret 2           | Cançó                          | Punts | Posició |
| País    | Compositor            | Lletrista             | Cançó                          | Punts | Posició |
| ------- | --------------------- | --------------------- | ------------------------------ | ----- | ------- |
| Itàlia  | Claudio Villa         | Nilla Pizzi           | Binario                        | 1.340 | 1r      |
| Itàlia  | Claudio Villa         | Claudia Villa         | Binario                        | 1.340 | 1r      |
| Itàlia  | Claudio Villa         | Nela Colombo          | Ti chiamerò, Marina            | 424   | 2n      |
| Itàlia  | Eldo Di Lazzaro       | Dale Da Vinci         | Ti chiamerò, Marina            | 424   | 2n      |
| Espanya | Mary Santpere         | Lolita Garrido        | Mare Nostrum                   | 371   | 3r      |
| Espanya | Augusto Algueró       | Augusto Algueró       | Mare Nostrum                   | 371   | 3r      |
| Itàlia  | Merina Stabile        | Nela Colombo          | Un amore qualunque             | 343   | 4t      |
| Itàlia  | n/a                   | n/a                   | Un amore qualunque             | 343   | 4t      |
| Itàlia  | Torrebruno            | Nela Colombo          | Tornerò                        | 333   | 5è      |
| Itàlia  | n/a                   | n/a                   | Tornerò                        | 333   | 5è      |
| França  | Maria Lea             | Jean Paul Vignon      | Rien pour toi                  | 241   | 6è      |
| França  | Gilbert Roussel       | Daniel Hortis         | Rien pour toi                  | 241   | 6è      |
| Espanya | Juan Carlos Monterrey | Ramon Calduch         | Fuentes de Montjuich           | 229   | 7è      |
| Espanya | n/a                   | n/a                   | Fuentes de Montjuich           | 229   | 7è      |
| Espanya | Rosita Ferrer         | Juan Barberá          | Les Velles Places de Barcelona | 119   | 8è      |
| Espanya | n/a                   | n/a                   | Les Velles Places de Barcelona | 119   | 8è      |
| Itàlia  | Claudio Villa         | Nilla Pizzi           | Vuoi darmi quel baccio         | 107   | 9è      |
| Itàlia  | n/a                   | n/a                   | Vuoi darmi quel baccio         | 107   | 9è      |
| França  | Maria Vincent         | n/a                   | Le batteu des amours           | 74    | 10è     |
| França  | n/a                   | n/a                   | Le batteu des amours           | 74    | 10è     |
| Itàlia  | Torrebruno            | Nilla Pizzi           | Sulle alli del sogno           | 74    | 11è     |
| Itàlia  | n/a                   | n/a                   | Sulle alli del sogno           | 74    | 11è     |
| França  | Maria Lea             | n/a                   | Si t'es pas-là                 | 50    | 12è     |
| França  | n/a                   | n/a                   | Si t'es pas-là                 | 50    | 12è     |
| Espanya | Dúo Dinámico          | Dodó Escolà           | Quisiera ser estudiante        | n/a   | *       |
| Espanya | n/a                   | n/a                   | Quisiera ser estudiante        | n/a   | *       |
| Espanya | Lolita Garrido        | Ramon Calduch         | Calendario                     | n/a   | *       |
| Espanya | n/a                   | n/a                   | Calendario                     | n/a   | *       |
| Espanya | Germanes Serrano      | Dodó Escolà           | El Pez                         | n/a   | *       |
| Espanya | n/a                   | n/a                   | El Pez                         | n/a   | *       |
| Espanya | Trío Guadalajara      | Juan Ramos            | Contigo al fin del mundo       | n/a   | *       |
| Espanya | n/a                   | n/a                   | Contigo al fin del mundo       | n/a   | *       |
| Espanya | Juan Ramos            | Juan Carlos Monterrey | La Frontera                    | n/a   | *       |
| Espanya | n/a                   | n/a                   | La Frontera                    | n/a   | *       |
| Espanya | Juan Barberá          | Angelita Báidez       | Vals Violeta                   | n/a   | *       |
| Espanya | n/a                   | n/a                   | Vals Violeta                   | n/a   | *       |